# Montjoi (Aude)
Montjoi è un comune francese di 44 abitanti situato nel dipartimento dell'Aude nella regione dell'Occitania.

## Società

### Evoluzione demografica
Abitanti censiti